# Hans-Rudolf Bork
Hans-Rudolf Bork (* 5. August 1955 in Gießen) ist ein deutscher Geograph mit dem Schwerpunkt Ökosystemforschung.

## Leben
Bork studierte von 1974 bis 1976 bis zum Vordiplom Geographie, Bodenkunde und Geologie an der Universität Gießen, von 1976 bis 1978 Geographie, Geologie, Bodenkunde und Landwirtschaftlichen Wasserbau an der TU Braunschweig und unternahm während dieser Zeit landschaftsgenetische Untersuchungen auf den Kanarischen Inseln, Starkregensimulationen in Südost-Spanien und Bodenkartierungen in Nord-Nigeria. Den Schwerpunkt seiner wissenschaftlichen Arbeit bildeten seitdem ökosysstemare Ansätze mit dem Schwerpunkt Böden. 1978 wurde er Diplom-Geograph, 1982 bei Heinrich Rohdenburg promoviert.
Von 1980 bis 1988 war er als wissenschaftlicher Angestellter und Hochschulassistent an der TU Braunschweig tätig, 1988 wurde er dort für Physische Geographie und Geoökologie habilitiert, 1988 bis 1989 lehrte er dort als Professor auf Zeit. Von 1989 bis 1992 lehrte er als Professor für Regionale Bodenkunde am Institut für Ökologie der TU Berlin. Von 1992 bis 1999 war er Wissenschaftlicher Direktor des Zentrums für Agrarlandschafts- und Landnutzungsforschung in Müncheberg, dann von 1996 bis 2000 Professor für Landschaftsökologie und Bodenkunde am Institut für Geoökologie der Universität Potsdam. Seit 2000 ist er Professor für Ökosystemforschung an der Universität Kiel.
2005 wurde unter seiner Initiative die „Graduate School for Integrated Studies of Human Development in Landscapes“ durch die Deutsche Forschungsgemeinschaft im Rahmen der Exzellenzinitiative an der Universität Kiel gestartet. Von 2008 bis 2013 war Bork Präsident der Deutschen Gesellschaft für Geographie. Sein Buch Geschichte unserer Umwelt. Sechzig Reisen durch die Zeit (gemeinsam mit Verena Winiwarter) wurde zum Wissenschaftsbuch des Jahres 2015 und zum Umweltbuch des Jahres 2015 gewählt.

## Forschung
Bork betreibt integrative Ökosystem- und Landschaftsforschung unter Nutzung von geoarchäologischen, bodenkundlichen, hydrologischen und geomorphologischen Methoden. Er untersucht dabei auch die Folgen des Einsatzes von Technik in der Landschaft. 2002 wurde Bork zum Mitglied der Leopoldina gewählt.

## Schriften (Auswahl)
Bork ist Autor oder Mitautor von bis heute (2014) über 300 Fachartikeln und 15 Büchern.
Aufsätze
- (zusammen mit Engdawork Assefa): Deforestation and forest management in Southern Ethiopia. Investigations in Chencha and Arbaminch areas. In: Environmental Management, Bd. 53 (2014), S. 284–299, doi:10.1007/s00267-013-0182-x
- (zusammen mit Christiane Schulz-Zunkel, Frank Krueger, Holger Rupp, Ralph Meissner, Bernd Gruber, Michael Gerisch): Spatial and seasonal distribution of trace metals in floodplain soils. A case study with the Middle Elbe River, Germany. In: Geoderma, Bd. 211/212 (2013), S. 128–137.
- (zusammen mit Andrej V. Mitusov, Stefan Dreibrodt, Olga E. Mitusova, Svetlana Khamnueva): Detection of land surface memory by correlations between thickness of colluvial deposits and morphometric variables. In: Geomorphology, Bd. 191 (2013), Heft 1, S. 109–117.
- (zusammen mit Iraj Emadodin, Daiju Narita): Soil degradation and agricultural sustainability. An overview from Iran. In: Journal of Environment, Development and Sustainability, Bd. 14 (2012), Heft 5, S. 611–625.
- (zusammen mit Amir Barahmi, Iraj Emadodin, Maryam Ranjbar Atashi): Land-use change and soil degradation. A case study, North of Iran. In: Agriculture and Biology Journal of North America, Bd. 1 (2010), Heft 4, S. 600–605. (PDF)

Bücher
- (zusammen mit Verena Winiwarter): Geschichte unserer Umwelt. Sechzig Reisen durch die Zeit. Primus, Darmstadt 2014, ISBN 978-3-86312-069-6.